# Kajuru Sob Controle
Kajuru Sob Controle foi um programa diário de televisão exibido na extinta TV Esporte Interativo, sendo o primeiro da emissora apresentado por Jorge Kajuru.

## O Programa
O programa tinha um formato que permitia ao Jorge Kajuru falar o que pensa, quase sem censura. Ele afimou que "100% de liberdade editorial você não tem em nenhuma emissora do Brasil. Mas eu diria que no Esporte Interativo encontrei a maior felicidade da minha carreira. Nunca encontrei um lugar tão bom para fazer o tipo de programa que eu queria, para ironizar, gozar. Para chamar bandido de bandido ironizando". Além disso, em entrevista ao programa Jogando em casa, ele admitiu que pela 1ª vez na sua carreira pediu um emprego. 
Na atração, Kajuru era acompanhado pela apresentadora Kelly Dias, que tinha a missão de divulgar as perguntas, bem como controlar a fala e o tempo de resposta do Kajuru.

### Saída da grade por conta da depressão do Kajuru e retorno
Em junho de 2011 Kajuru pediu para deixar a emissora para se tratar da depressão. Porém, no final daquele ano a TV Esporte Interativo entrou em contato novamente com o apresentador perguntando se ele gostaria de voltar a TV, ao que ele disse sim. Com isso, o programa retornou a programação normal da emissora em fevereiro de 2012, mas com uma nova apresentadora: Paula Varejão.

### Polêmicas
- Em um dos programas, exibido em março de 2011, Kajuru divulgou uma conversa entre ele e o Renato Gaúcho, que à época era treinador do Grêmio, em que o treinador disse que deixaria o clube para assinar com o Fluminense, mas pediu para conversa não ser divulgada.[7][8] Tão logo a notícia se espalhou, a diretoria gremista emitiu uma nota afirmando que "Renato estava brincando com Kajuru"[9], e Renato disse que deu essa declaração ao jornalista por telefone pois achou "se tratar de um trote do Kajuru".[10] Kajuru então afirmou que deu a notícia pois achou que “o Renato queria que a notícia fosse para o ar”, que considerava que havia tomado a atitude correta em divulgar a conversa, e, inclusive, que ele havia feito um “bem” para o Grêmio.[8]

## Prêmios e Indicações
| Ano  | Prêmio              | Categoria                     | Resultado | Ref.          |
| ---- | ------------------- | ----------------------------- | --------- | ------------- |
| 2011 | Enquete UOL Esporte | melhor mesa-redonda do Brasil | Indicado  | [ 11 ] [ 12 ] |